# 55年組 (憲法学者)
55年組（ごじゅうごねんぐみ）とは1955年前後に生まれた日本の憲法学者の総称。棟居快行、長谷部恭男を筆頭として主に次の学者たちを指す。

## 概説
共通点として、法哲学・政治哲学の分野における1970年代以降の発展を踏まえ、従来の憲法学で形造られてきた命題群を道徳哲学的な一般化可能性という観点から批判的に検証し、新たな基礎の上に置きなおそうとする姿勢を指摘することができる。ただ、そのような姿勢を共有してはいるものの、思想・価値観・考察方法は各人各様である。

## 55年組の学者一覧

### 1955年生まれ
- 渋谷秀樹（1955年3月26日生まれ、立教大学教授）
- 棟居快行（1955年4月4日生まれ、専修大学教授）
- 内野正幸（1955年6月12日生まれ、中央大学 大学院法務研究科元教授）
- 笹田栄司（1955年7月8日生まれ、早稲田大学 大学院法務研究科教授）
- 安念潤司（1955年8月12日生まれ、中央大学 大学院法務研究科教授）
- 中島徹（1955年9月24日生まれ、早稲田大学 大学院法務研究科教授）
- 常本照樹（1955年10月9日生まれ、北海道大学名誉教授）
- 松井茂記（1955年10月10日生まれ、ブリティッシュコロンビア大学教授）
- 市川正人（1955年生まれ、立命館大学教授）

### 1956年生まれ
- 赤坂正浩（1956年1月14日生まれ、法政大学教授）
- 長谷部恭男（1956年10月22日生まれ、早稲田大学 大学院法務研究科教授）
- 工藤達朗（1956年11月25日生まれ、中央大学教授）

## 主要著書
彼らは共同で執筆することも多い。

### 55年組によって書かれたもの
- 『憲法1、2（第5版）』（渋谷、赤坂）（有斐閣アルマ、2013）
- 『基本的人権の事件簿 -- 憲法の世界へ（第4版）』（棟居、赤坂、松井、笹田、常本、市川）（有斐閣、2011）
- 『スターバックスでラテを飲みながら憲法を考える』（松井茂記編、有斐閣、2016） ISBN 978-4-641-22705-7

### 55年組の多くが参加しているもの
以下では、原則として、“55年組が3人以上”または“55年組が執筆者の過半数”のどちらかを満たす著作を紹介する。それ以外のものについては各学者のページを参照。
- 『Law Practice憲法』（笹田、常本、赤坂ら）（商事法務、2009）
- 『ブリッジブック憲法』（安念、市川、内野、笹田、常本、長谷部、棟居ら）（信山社出版、2003）
- 『法学ナビゲーション（第2版）』（安念、常本ら）（有斐閣アルマ、2001）
- 『いま、憲法学を問う』（市川、棟居ら）（日本評論社、2001）
- 『日本国憲法を読み直す』（安念、長谷部、棟居、松井、赤坂、笹田、市川、常本、渋谷、内野ら）（日本経済新聞社、2000）
- 『ホーンブック憲法（改訂版）』（安念、長谷部、内野ら）（北樹出版、2000）
- 『リーディングズ現代の憲法』（長谷部、赤坂、内野、松井、常本、市川、安念、棟居、笹田、渋谷ら）（日本評論社、1995）
- 『憲法(1)(2)』（松井、安念、長谷部ら）（有斐閣Sシリーズ、1992）